# Apertura i Clausura
Apertura i Clausura – nazwy dwóch niezależnych od siebie części ligowego sezonu piłkarskiego, obowiązujące w większości krajów Ameryki Południowej i Ameryki Środkowej.
Apertura oznacza Turniej otwarcia i jest przeprowadzana w pierwszej części sezonu (pora roku zależy od modelu przyjętego w danym kraju):
- w Boliwii, Chile, Ekwadorze, Kolumbii, Panamie, Paragwaju oraz Peru Apertura rozgrywana jest w pierwszej połowie każdego roku kalendarzowego, czyli wiosną i latem (system „wiosna-jesień”),
- w Argentynie, Kostaryce, Gwatemali, Hondurasie, Meksyku, Nikaragui, Salwadorze, Urugwaju oraz Wenezueli Apertura rozgrywana jest w drugiej połowie każdego roku kalendarzowego, czyli jesienią i zimą (system „jesień-wiosna”).

Clausura oznacza Turniej zamknięcia i jest przeprowadzana w drugiej części sezonu (pora roku zależy od modelu przyjętego w danym kraju):
- w Boliwii, Chile, Ekwadorze, Kolumbii, Panamie, Paragwaju oraz Peru Clausura rozgrywana jest w drugiej połowie każdego roku kalendarzowego, czyli jesienią i zimą,
- w Argentynie, Kostaryce, Gwatemali, Hondurasie, Meksyku, Nikaragui, Salwadorze, Urugwaju oraz Wenezueli Clausura rozgrywana jest w pierwszej połowie każdego roku kalendarzowego, czyli wiosną i latem.

W wielu państwach (m.in. w Argentynie) tytuł mistrza kraju przysługuje zwycięzcy każdej z obydwu części ligi, toteż podczas jednego sezonu można dwukrotnie wywalczyć to miano (mistrz Apertura i mistrz Clausura).